# Stazione di Kimitsu
La stazione di Kimitsu (君津駅?, Kimitsu-eki) è una stazione ferroviaria situata nella città omonima, nella prefettura di Chiba in Giappone, ed è servita dalla linea linea Uchibō della JR East.

## Linee
East Japan Railway Company
■ Linea Uchibō

## Struttura
La stazione è dotata di un marciapiede a isola centrale e uno laterale, con tre binari passanti collegati al fabbricato viaggiatori da una passerella sopraleevata.
La stazione è presenziata, dotata di capostazione e personale fisso. Sono altresì disponibili una biglietteria (aperta dalle 7 alle 19), servizi igienici, tornelli automatici per l'accesso ai treni, armadietti portavalori e un chiosco di vendita snack, bibite e beni di prima necessità.
| 1   | ■ Linea Uchibō | per Hamakanaya, Tateyama e Awa-Kamogawa |
| 2-3 | ■ Linea Uchibō | per Soga, Chiba e Tokyo                 |

## Stazioni adiacenti
| «            | Servizio                       | »            |
| Linea Uchibō | Linea Uchibō                   | Linea Uchibō |
| ------------ | ------------------------------ | ------------ |
| Kisarazu     | Locale Rapido Rapido pendolari | Aohori       |

- La stazione è capolinea per i treni provenienti dalla linea Sōbu Rapida